# Weekes
Weekes es un pueblo canadiense situado en la provincia de Saskatchewan.

## Superficie
Weekes tiene una superficie de 0,53 km².

## Demografía
En 2021, tenía 50 habitantes, una densidad poblacional de 93,9 hab./km², y 64 viviendas.